# تأثیر فراگیر
تأثیر فراگیر یا اثر جرمی (به انگلیسی: Mass Effect) عنوان یک مجموعه بازی ویدئویی به سبک نقش‌آفرینی اکشن علمی تخیلی است که توسط استودیوی کانادایی بایوور ساخته شده و بر روی مایکروسافت ویندوز، اکس‌باکس ۳۶۰ و از شماره دوم بر روی کنسول پلی‌استیشن ۳، شماره سوم نیز برای وی یو و شماره چهارم برای پلی‌استیشن ۴، ایکس‌باکس وان و ویندوز منتشر شده‌است.
در اولین بازی از این مجموعه که اولین شماره از سه‌گانه کامندر شپرد هم محسوب می‌شود، بازی‌کننده کنترل شخصیت فرمانده شپرد را به عهده می‌گیرد که می‌تواند ظاهر او را با توجه به سلیقه خود شخصی سازی کند و حتی او را به شکل زن یا مرد دربیاورد. در طی بازی، بازیکن می‌تواند بسته به وضعیت‌ها، تصمیم گیری‌های مختلف انجام دهد، در این هنگام برای بازیکن مجموعه متعددی از گفتگوها قرار گرفته می‌شود که باید با انتخاب آن‌ها به NPCها پاسخ دهد. از نسخه دوم به بعد این قابلیت به صورت اختیاری می‌باشد که بازیکن در حین میان پرده‌ها می‌تواند تصمیمات پرخاشگرانه یا با آرامش بگیرید و این تصمیمات بر روی روندبازی تأثیرگذار خواهند بود. در حین این بازی اغلب سرگرمی‌های کوچکی مانند نوشیدن مشروب، گوش دادن به موسیقی، رقصیدن و روابط عاشقانه با شخصیت‌ها وجود دارد. از مجموعه بازی ویدئویی تأثیر فراگیر تاکنون ۸ رمان، ۲ کتاب هنری، ۲ بازی تخته‌ای، ۱ فیلم سینمایی، ۱ انیمه و ۱۱ کتاب کمیک اقتباس شده‌است.

## بازی‌ها
از این بازی تا به حال چهار نسخه منتشر شده‌است که هر قسمت از پایان نسخه قبلی شروع می‌شود. نسخه‌های اصلی این سری شامل: تأثیر فراگیر (۲۰۰۷)، تأثیر فراگیر ۲ (۲۰۱۰)، تأثیر فراگیر ۳ (۲۰۱۲) و تأثیر فراگیر: آندرومدا (۲۰۱۷) است.

#### رمان‌ها
اثر جرمی: مکاشفه (۲۰۰۷): اولین رمان مجموعه بازی‌های اثر جرمی، داستان ستوان «دیوید اندرسون» و چگونگی آشنایی او با «سارن» را بازگو می‌کند. این رمان توسط درو کارپاشین نوشته شده‌است.